# Rivière-Saint-Jean (La Côte-de-Gaspé)
Pour les articles homonymes, voir Rivière-Saint-Jean.
Rivière-Saint-Jean est un territoire non organisé situé dans la municipalité régionale de comté de La Côte-de-Gaspé, dans la région administrative de la Gaspésie–Îles-de-la-Madeleine, au Québec.

## Géographie
La Rivière-Saint-Jean draine un bassin versant d'une superficie de 1 751,39 km2. Elle coule vers l'est pour se déverser au fond de la Baie de Gaspé à Gaspé.
- Rivière Saint-Jean
- Rivière Saint-Jean-Sud
- Rivière Dartmouth
- Rivière Mississippi
- Rivière Mississippi Ouest
- La Grande Fourche
- La Petite Fourche

## Toponymie
Le toponyme "Rivière-Saint-Jean (La Côte-de-Gaspé)" a été officialisé le 13 mars 1986 à la Banque des noms de lieux de la Commission de toponymie du Québec.

## Démographie
| 2001 | 2006 | 2011 | 2016 | 2021 |
| ---- | ---- | ---- | ---- | ---- |
| 0    | 15   | 0    | 0    | 0    |